# Andrew Thomas McDonald
Andrew Thomas McDonald OSB (* 12. Februar 1871 in Fort William, Lochaber, Inverness-shire, Schottland, Vereinigtes Königreich; † 22. Mai 1950 in Edinburgh, Schottland, Vereinigtes Königreich) war ein schottischer Geistlicher.
McDonald wurde am 9. August 1896 in der Abtei St. Benedict in Fort Augustus (Schottland) zum Priester für den Benediktinerorden geweiht. Papst Pius XI. ernannte ihn am 19. Juli 1929 zum Erzbischof von Saint Andrews and Edinburgh. Donald Mackintosh, Erzbischof von Glasgow, spendete ihn am 24. September 1929 in Edinburgh die Bischofsweihe. Mitkonsekratoren waren James William McCarthy, Bischof von Galloway, und John Toner, Bischof von Dunkeld.